# Вар'яз
Вар'я́з (рос. Варьяз, башк. Варьяз) — присілок у складі Благовіщенського району Башкортостану, Росія. Входить до складу Старонадеждинської сільської ради.
Населення — 12 осіб (2010; 11 в 2002).
Національний склад:
- росіяни — 73 %
- татари — 27 %